# Ore (zeități)
Orele (în greacă Ὧραι, transliterat: Horai) erau în mitologia greacă divinitățile care vegheau asupra ordinii din natură și societate, precum și asupra anotimpurilor. Trei la număr, Eunomia (buna ordine), Dike (dreptatea pe pământ) și Eirene (pacea), ele erau fiicele lui Zeus și ale zeiței Themis (dreptatea veșnică). Străjuiau la porțile Olimpului, o slujeau pe Hera și, în același timp, erau reprezentate ca însoțitoare ale Aphroditei și ale lui Dionysos.